# Arlington (Texas)
Arlington è una città dello Stato del Texas, negli Stati Uniti, situata nella contea di Tarrant. Fa parte della regione Mid-Cities dell'area metropolitana di Dallas-Fort Worth-Arlington, ed è situata circa 12 miglia (19 km) a est del centro di Fort Worth e 20 miglia (32 km) a ovest del centro di Dallas.
Secondo le stime dello U.S. Census Bureau, nel 2018 la città aveva una popolazione di 396.394 abitanti, rendendola il terzo più grande comune dell'area metropolitana. Arlington è la 48ª città più popolosa degli Stati Uniti, la settima città più popolosa del Texas, e la più grande città dello stato che non è un capoluogo di contea.
Arlington è sede dell'Università del Texas ad Arlington, una grande università di ricerca urbana, dell'impianto Arlington Assembly utilizzato da General Motors, della Nuclear Regulatory Commission Region IV, del Texas Health Resources, dell'American Mensa e di D. R. Horton. Inoltre, Arlington ospita i Texas Rangers al Globe Life Park, i Dallas Cowboys all'AT&T Stadium, le Dallas Wings al College Park Center, l'International Bowling Campus (che ospita lo United States Bowling Congress, l'International Bowling Museum e l'International Bowling Hall of Fame), e i parchi a tema Six Flags Over Texas (l'originale Six Flags) e Hurricane Harbor.
Arlington confina con Kennedale, Grand Prairie, Mansfield e Fort Worth, e circonda le piccole comunità di Dalworthington Gardens e Pantego.

## Geografia fisica

### Territorio
Secondo lo United States Census Bureau, ha un'area totale di 99,62 mi² (258,01 km²).

### Clima
| ARLINGTON           | Mesi | Mesi | Mesi | Mesi | Mesi  | Mesi  | Mesi | Mesi | Mesi | Mesi  | Mesi | Mesi | Stagioni | Stagioni | Stagioni | Stagioni | Anno    |
| ARLINGTON           | Gen  | Feb  | Mar  | Apr  | Mag   | Giu   | Lug  | Ago  | Set  | Ott   | Nov  | Dic  | Inv      | Pri      | Est      | Aut      | Anno    |
| ------------------- | ---- | ---- | ---- | ---- | ----- | ----- | ---- | ---- | ---- | ----- | ---- | ---- | -------- | -------- | -------- | -------- | ------- |
| T. max. media (°C)  | 12,6 | 15,1 | 18,9 | 23,3 | 27,6  | 31,8  | 34,5 | 34,7 | 30,3 | 24,7  | 18,3 | 13,5 | 13,7     | 23,3     | 33,7     | 24,4     | 23,8    |
| T. min. media (°C)  | 1,7  | 3,5  | 7,9  | 12,7 | 18,7  | 22,6  | 24,5 | 24,6 | 19,9 | 13,1  | 7,6  | 2,4  | 2,5      | 13,1     | 23,9     | 13,5     | 13,3    |
| Precipitazioni (mm) | 61,2 | 73,9 | 89,9 | 76,5 | 137,4 | 109,7 | 67,6 | 56,6 | 80,5 | 114,0 | 67,6 | 70,9 | 206,0    | 303,8    | 233,9    | 262,1    | 1 005,8 |

## Storia

1926 mappa di Arlington

L'insediamento europeo nell'area di Arlington risale almeno agli anni 1840. Dopo la battaglia del 24 maggio 1841 tra il generale del Texas Edward H. Tarrant (1799-1858), (la contea di Tarrant prende il nome da lui) e i nativi americani dell'insediamento di Village Creek, fu istituito un trading post a Marrow Bone Spring nell'odierna Arlington (lo storico cartello si trova a 32°42.136′N 97°06.772′W). Il terreno fertile dell'area attirò gli agricoltori e molte aziende legate all'agricoltura furono ben fondate alla fine del XIX secolo.
Arlington fu fondata nel 1876 lungo la Texas and Pacific Railway. La città prese il nome dalla Arlington House del generale Robert Edward Lee nella contea di Arlington, in Virginia. Arlington è cresciuta come centro di sgranatura del cotone e agricoltura, e fu incorporata il 21 aprile 1884. La città poteva vantare acqua, elettricità, gas naturale e servizi telefonici nel 1910, insieme a un sistema scolastico pubblico. Nel 1925 la popolazione era stimata in 3.031 abitanti, e raggiunse gli oltre 4.000 abitanti prima della seconda guerra mondiale.
L'industrializzazione su larga scala ebbe inizio nel 1954 con l'arrivo di un impianto di assemblaggio della General Motors. L'industria automobilistica e aerospaziale diede alla città uno dei maggiori tassi di crescita della popolazione tra il 1950 e il 1990. Arlington divenne uno dei "boomburbs", i sobborghi in rapida crescita del secondo dopoguerra. Le cifre della popolazione dello U.S. Census Bureau raccontano la storia: 7.692 (1950), 90.229 (1970), 261.721 (1990), 365.438 (2010) e quasi 374.000 nel 2011. Tom Vandergriff fu sindaco dal 1951 al 1977 durante questo periodo di forte sviluppo economico. Il Six Flags Over Texas aprì ad Arlington nel 1961. Nel 1972 la franchigia di baseball dei Washington Senators si trasferì ad Arlington e iniziò a giocare come Texas Rangers, mentre nel 2009 anche i Dallas Cowboys iniziarono a giocare al Cowboys Stadium appena costruito, ora AT&T Stadium.

## Società

### Evoluzione demografica
Secondo il censimento del 2010, la popolazione era di 365.438 abitanti.
In base agli ultimi dati del 2018, Arlington ha 396.394 abitanti.

### Etnie e minoranze straniere
Secondo il censimento del 2010, la composizione etnica della città era formata dal 59,0% di bianchi, il 18,8% di afroamericani, lo 0,7% di nativi americani, il 6,8% di asiatici, lo 0,1% di oceaniani, l'11,3% di altre razze, e il 3,3% di due o più etnie. Ispanici o latinos di qualunque razza erano il 27,4% della popolazione.

## Amministrazione

### Gemellaggi
- Bad Königshofen im Grabfeld, dal 1952